# Reno Montuni frizzante
Il Reno Montuni frizzante è un vino DOC la cui produzione è consentita nelle province di Bologna e Modena.

## Caratteristiche organolettiche
- colore: giallo paglierino
- odore: gradevole, caratteristico, vinoso
- sapore: secco o abboccato o amabile o dolce, sapido, di gusto

## Produzione
Provincia, stagione, volume in ettolitri
- nessun dato disponibile